# Euproctis pyroxantha
Euproctis pyroxantha är en fjärilsart som beskrevs av Arnold Pagenstecher 1896. Euproctis pyroxantha ingår i släktet Euproctis och familjen tofsspinnare. Inga underarter finns listade i Catalogue of Life.